# Курмашево (Апастовский район)
Курма́шево (тат. Кормаш) — деревня в Апастовском районе Республики Татарстан, в составе Булым-Булыхчинского сельского поселения.

## География
Деревня находится на реке Бия, в 11 км к северу от районного центра — посёлка городского типа Апастово.

## История
Деревня основана в XVII веке.
В XVIII – первой половине XIX веков жители относились к категории государственных крестьян. Основные занятия жителей в этот период – земледелие и скотоводство, был распространён кузнечный промысел.
В «Списке населенных мест по сведениям 1859 года», изданном в 1866 году, населённый пункт упомянут как казённая деревня Курмашева 2-го стана Тетюшского уезда Казанской губернии. Располагалась при колодце, по левую сторону почтового тракта из Казани в Симбирск, в 47 верстах от уездного города Тетюши и в 25 верстах от становой квартиры во владельческом селе Знаменское (Чипчаги). В деревне в 65 дворах жили 389 человек (177 мужчин и 212 женщин). Была мечеть.
В начале XX века в деревне функционировали мечеть, 2 водяные и ветряная мельницы, кузница, 7 мелочных лавок. В этот период земельный надел сельской общины составлял 1015,6 десятины.
До 1920 года деревня входила в Шамбулыхчинскую волость Тетюшского уезда Казанской губернии. С 1920 года в составе Тетюшского, с 1927 года – Буинского кантонов ТАССР. С 10 августа 1930 года в Апастовском, с 1 февраля 1963 года в Буинском, с 4 марта 1964 года в Апастовском районах.
С 1930 года деревня входила в сельхозартель «Комбайн», с 1952 —  в колхозы, с 1994 — в ассоциацию крестьянских хозяйств, с 1999 – в сельскохозяйственное предприятие, с 2003 – в крестьянское (фермерское) хозяйство.
До 2012 года действовала начальная школа.

## Население
| 1782 | 1859 | 1897 | 1908 | 1920 | 1926 | 1938 | 1949 | 1958 | 1970 | 1979 | 1989 | 2002 | 2010 | 2015 |
| ---- | ---- | ---- | ---- | ---- | ---- | ---- | ---- | ---- | ---- | ---- | ---- | ---- | ---- | ---- |
| 46   | 389  | 474  | 973  | 1007 | 965  | 701  | 610  | 473  | 379  | 290  | 255  | 255  | 209  | 204  |

Национальный состав села — татары.

## Экономика
Жители работают в сельскохозяйственном предприятии имени Рахимова (с 2007 г.), занимаются молочным скотоводством.

## Инфраструктура
В селе действуют библиотека, фельдшерско-акушерский пункт, сельский клуб.

## Религия
Мечеть (1992 год).

## Известные люди
Амина Маликовна Шафигуллина (р. 1930) – прессовщица, Герой Социалистического Труда